# Matthias Erz
Matthias Erz (* 10. Januar 1851 in Großwinternheim; † 2. Dezember 1899 in Chicago) war ein römisch-katholischer Geistlicher, Heilpraktiker und früher Archäologe.

## Leben
Geboren 1851 in Großwinternheim bei Ingelheim, wurde Erz 1874 zum Priester geweiht. Er war zunächst tätig in Rockenberg in der Wetterau und kam 1875 als Kaplan nach Horchheim bei Worms. Neben seinen priesterlichen Aufgaben befasste er sich mit der Heilkunde und hatte großen Zulauf von Patienten, die er nach den Verfahren der sogenannten Elektro-Homöopathie behandelte. Über die Heilkunde kam er in engen Kontakt mit dem praktischen Arzt in Pfeddersheim Dr. Carl Koehl. Zusammen begannen sie 1878 mit der Ausgrabung des fränkischen Reihengräberfeldes in Wies-Oppenheim bei Worms. Bis 1880 haben sie dort mehr als 200 fränkische Bestattungen des 6. bis 8. Jahrhunderts aufgedeckt. Vermutlich haben sie auch 1882 zusammen in Offstein gegraben. Koehl betrieb in den folgenden Jahrzehnten umfangreiche Ausgrabungen in Rheinhessen und entwickelte eine hervorragende Fähigkeit zur Interpretation der Funde, die ihn zu einem Pionier der Archäologie machten. Kaplan Erz hingegen wurde in seiner Pfarrgemeinde angefeindet wegen der Freundschaft mit dem Protestanten Dr. Koehl und wegen angeblicher Störung der Totenruhe durch seine Ausgrabungen. Da der Kaplan außerdem viel Zeit mit seinen Liebhabereien verbrachte und seinen kirchlichen Amtspflichten nicht immer genügend nachkam, wurde er von der bischöflichen Behörde aufgefordert, seine medizinische Tätigkeit aufzugeben. Da seine Eltern und Geschwister bereits in die Vereinigten Staaten ausgewandert waren, entschloss sich Matthias Erz 1883 zur Auswanderung. Er ging nach Chicago, wo er 1887 die (erste) St.-Matthias-Kirche erbaute. Er starb am 2. Dezember 1899 im Alter von nur 48 Jahren als Pfarrer an St. Matthias in Chicago.
Die Ausgrabungs-Funde wurden von Koehl 1882 als „Koehl-Erzsche Sammlung“ an das 1881 gegründete Wormser Museum (heute „Museum der Stadt Worms im Andreasstift“) übergeben.